# Chanda Rubin
Chanda Rubin (ur. 18 lutego 1976 w Lafayette) – amerykańska tenisistka.
Na przestrzeni swojej długoletniej kariery zawodowej była sklasyfikowana najwyżej na szóstym miejscu rankingu tenisistek, mimo nękających ją wielu kontuzji. Rubin jest trzecią Afroamerykanką w tenisowej erze Open, której udało się awansować do pierwszej dziesiątki rankingu WTA, tuż po Zinie Garrison i Lori McNeil.
Rubin osiągnęła ćwierćfinał French Open w latach: 1995, 2000 i 2003. Dotarła również do półfinału Australian Open w roku 1996, pokonując w czwartej rundzie Gabrielę Sabatini, w ćwierćfinale Arantxę Sánchez Vicario, by ulec Monice Seles 6:7, 6:1, 7:5. Rubin w swojej karierze pokonała wiele czołowych tenisistek, takich jak Lindsay Davenport, Justine Henin, Amélie Mauresmo czy Serena Williams. W roku 2002 zakończyła passę 21 zwycięstw Williams, które zaprowadziły ją do zwycięstwa we French Open i Wimbledonie.
W roku 2006 Rubin uzyskała dziką kartę do turnieju głównego US Open, przegrywając z rozstawioną z numerem 9. Nicole Vaidišovą 4:6, 3:6.

## Tytuły (22)

### Tytuły singlowe (7 WTA, 2 ITF)
| Legenda                    |
| Wielki Szlem (0)           |
| WTA Tour Championships (0) |
| I kategoria (0)            |
| II kategoria (3)           |
| III kategoria (3)          |
| IV i V kategoria (1)       |
| tytuły ITF (2)             |

| Nr. | Data             | Turniej                        | Nawierzchnia | Przeciwniczka w finale  | Wynik         |
| 1.  | 5 lutego 1995    | Midland, Stany Zjednoczone     | twarda       | Brenda Schultz-McCarthy | 6:3, 6:2      |
| 2.  | 15 grudnia 1996  | Salzburg, Austria              | dywanowa     | Mirjana Lučić           | 6:1, 6:3      |
| 3.  | 9 lutego 1997    | Linz, Austria                  | twarda       | Karina Habšudová        | 6:4, 6:2      |
| 4.  | 17 stycznia 1999 | Hobart, Australia              | twarda       | Rita Grande             | 6:2, 6:3      |
| 5.  | 5 listopada 2000 | Québec, Kanada                 | twarda       | Jennifer Capriati       | 6:4, 6:2      |
| 6.  | 22 czerwca 2002  | Eastbourne, Wielka Brytania    | trawiasta    | Anastasija Myskina      | 6:1, 6:3      |
| 7.  | 11 sierpnia 2002 | Los Angeles, Stany Zjednoczone | twarda       | Lindsay Davenport       | 5:7, 7:6, 6:3 |
| 8.  | 24 maja 2003     | Madryt, Hiszpania              | ziemna       | María Sánchez Lorenzo   | 6:4, 5:7, 6:4 |
| 9.  | 21 czerwca 2003  | Eastbourne, Wielka Brytania    | trawiasta    | Conchita Martínez       | 6:4, 3:6, 6:4 |

### Tytuły deblowe (10 WTA, 3 ITF)
| Legenda                    |
| Wielki Szlem (1)           |
| WTA Tour Championships (0) |
| I kategoria (1)            |
| II kategoria (5)           |
| III kategoria (1)          |
| IV i V kategoria (2)       |
| Tytuły ITF (3)             |

| Nr. | Data                 | Turniej                          | Nawierzchnia | Partnerka               | Przeciwniczki w finale                 | Wynik            |
| 1.  | 20 stycznia 1991     | Mission, Stany Zjednoczone       | twarda       | Nicole London           | Jessica Emmons Betsy Somerville        | 6:3, 2:6, 6:4    |
| 2.  | 26 września 1993     | Tokio, Japonia                   | twarda       | Lisa Raymond            | Amanda Coetzer Linda Wild              | 6:4, 6:1         |
| 3.  | 16 stycznia 1994     | Hobart, Australia                | twarda       | Linda Wild              | Jenny Byrne Rachel McQuillan           | 7:5, 4:6, 7:6(4) |
| 4.  | 5 lutego 1995        | Midland, Stany Zjednoczone       | twarda       | Brenda Schultz-McCarthy | Laxmi Poruri Varalee Sureephong        | 6:3, 6:2         |
| 5.  | 14 maja 1995         | Praga, Czechy                    | ziemna       | Linda Wild              | Maria Lindström Maria Strandlund       | 6:7(3), 6:3, 6:2 |
| 6.  | 28 stycznia 1996     | Melbourne, Australia             | twarda       | Arantxa Sánchez Vicario | Lindsay Davenport Mary Joe Fernández   | 7:5, 2:6, 6:4    |
| 7.  | 25 lutego 1996       | Oklahoma City, Stany Zjednoczone | twarda       | Brenda Schultz-McCarthy | Katrina Adams Debbie Graham            | 6:4, 6:3         |
| 8.  | 17 maja 1996         | Indian Wells, Stany Zjednoczone  | twarda       | Brenda Schultz-McCarthy | Julie Halard-Decugis Nathalie Tauziat  | 6:1, 6:4         |
| 9.  | 14 kwietnia 1996     | Amelia Island, Stany Zjednoczone | ziemna       | Arantxa Sánchez Vicario | Meredith McGrath Łarysa Neiland        | 6:1, 6:1         |
| 10. | 15 grudnia 1996      | Salzburg, Austria                | dywanowa     | Mirjana Lučić           | Anca Barna Adriana Barna               | 6:3, 6:2         |
| 11. | 10 października 1999 | Filderstadt, Niemcy              | twarda       | Sandrine Testud         | Arantxa Sánchez Vicario Łarysa Neiland | 6:3, 6:4         |
| 12. | 30 lipca 2000        | Stanford, Stany Zjednoczone      | twarda       | Sandrine Testud         | Cara Black Amy Frazier                 | 6:4, 6:4         |
| 13. | 22 października 2000 | Linz, Austria                    | dywanowa     | Amélie Mauresmo         | Ai Sugiyama Nathalie Tauziat           | 6:4, 6:4         |

## Finały juniorskich turniejów wielkoszlemowych

### Gra pojedyncza (1)
| Końcowy wynik | Rok  | Turniej   | Nawierzchnia | Przeciwniczka     | Wynik finału |
| Zwyciężczyni  | 1992 | Wimbledon | Trawiasta    | Laurence Courtois | 6:2, 7:5     |

### Gra podwójna (1)
| Końcowy wynik | Rok  | Turniej     | Nawierzchnia | Partnerka         | Przeciwniczki                 | Wynik finału  |
| Finalistka    | 1992 | French Open | Ceglana      | Lindsay Davenport | Laurence Courtois Nancy Feber | 1:6, 7:5, 4:6 |